# Matthäuskirche (Luzern)

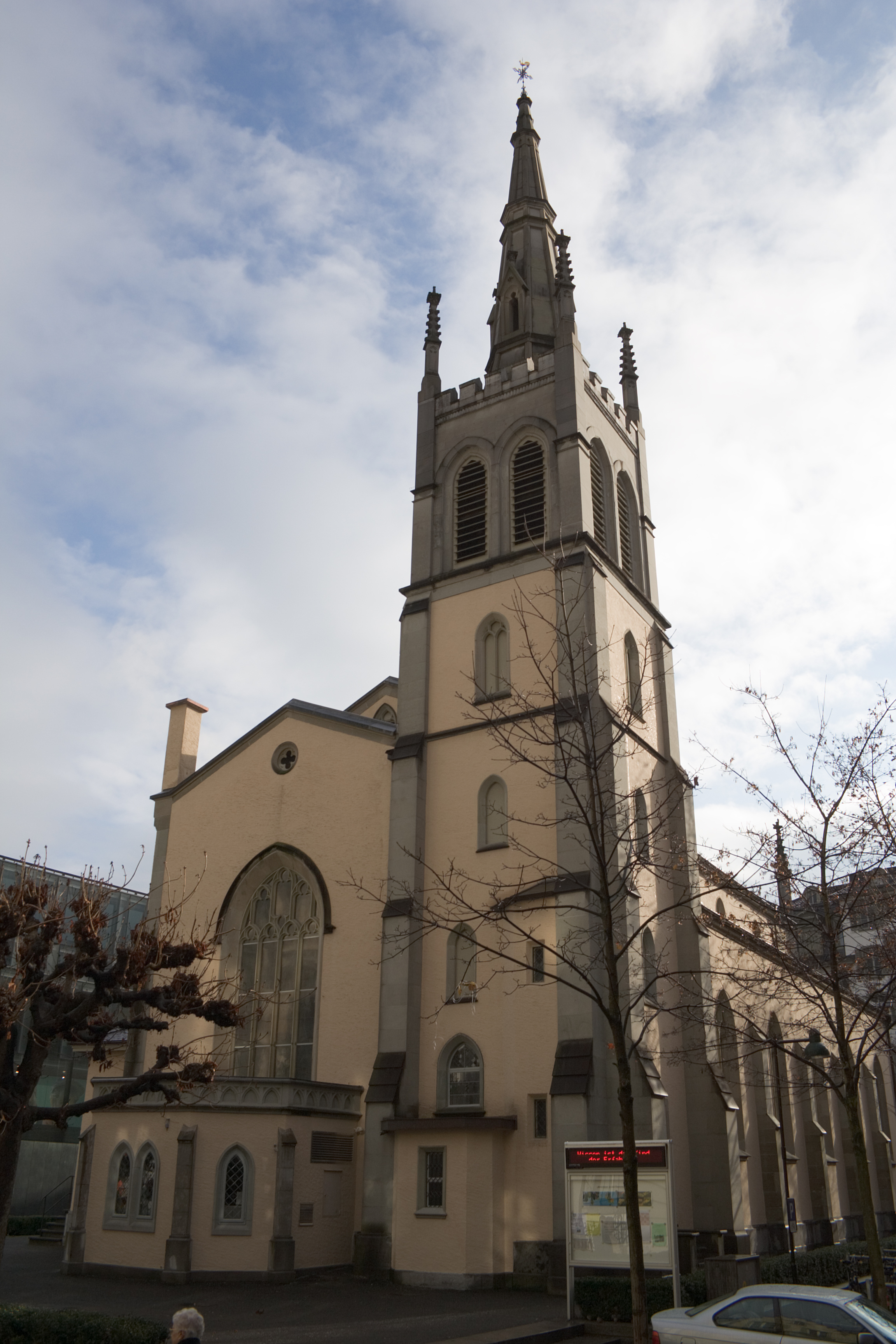
Matthäuskirche von Nordwesten

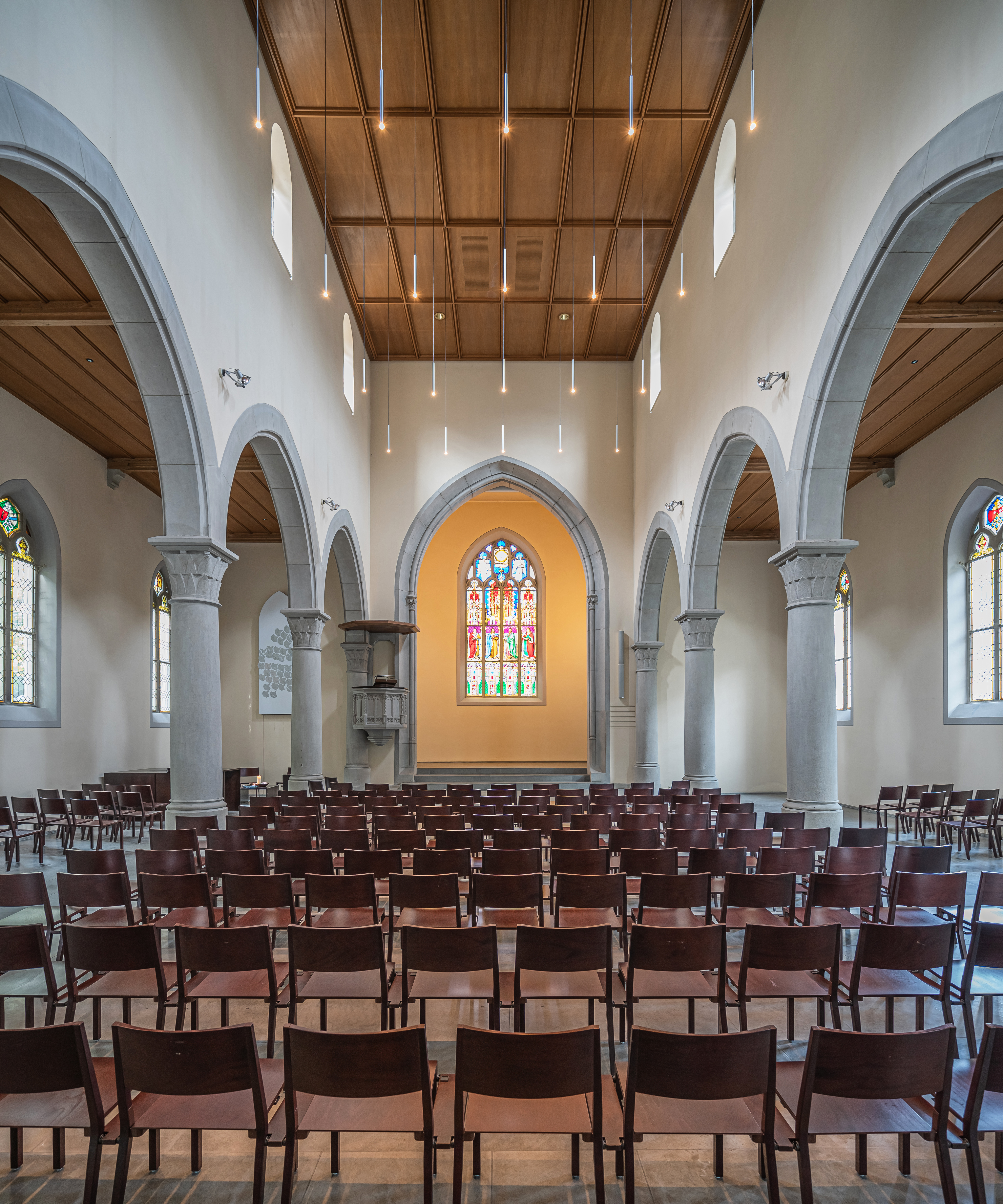
Interieur

Die Matthäuskirche ist ein Kirchengebäude der Evangelisch-reformierten Kirchgemeinde Luzern an der Hertensteinstrasse 30 in Luzern (Schweiz). Sie liegt in der Altstadt hinter dem Hotel Schweizerhof. Heute tritt sie auch unter dem Namen Citykirche Luzern auf.

## Geschichte
Nach wiederholten reformatorischen Aufbrüchen, die allesamt unterdrückt wurden, dauerte es bis ins 19. Jahrhundert, bis in Luzern eine reformierte Gemeinde entstehen konnte. Der preussische König Friedrich Wilhelm III. und die Stände Zürich und Bern spendeten zur Gemeindegründung 1827 je einen kostbaren Abendmahlskelch. Nicht nur deutsche, auch englische Feriengäste drängten danach immer wieder zum Bau einer Kirche.
Der Besitzer des Hotels Schweizerhof stellte ein geeignetes Grundstück hinter dem Hotel zur Verfügung, auf dem die Matthäuskirche nach Plänen Ferdinand Stadlers 1860/1861 im neugotischen Stil als erste protestantische Kirche der Zentralschweiz erbaut wurde.
Der von 1866 bis 1872 in Luzern lebende Komponist Richard Wagner wurde hier am 25. August 1870 in zweiter Ehe mit Cosima von Bülow getraut. 

## Orgel
Die Orgel ist ein Werk der Firma Neidhart & Lhôte aus dem Jahr 1972 mit drei Manualen und 39 Registern.